# Xã Carlisle, Quận Brown, South Dakota
Xã Carlisle (tiếng Anh: Carlisle Township) là một xã thuộc quận Brown, tiểu bang Nam Dakota, Hoa Kỳ. Năm 2010, dân số của xã này là 35 người.